# 单应桂
单应桂（1933年9月—），女，汉族，祖籍山东高密，生于山东济南，中国画家，曾任中国美术家协会理事，山东省美术家协会副主席。